# Castellare-di-Mercurio
Castellare-di-Mercurio (korziško U Castellà) je naselje in občina v francoskem departmaju Haute-Corse regije - otoka Korzika. Leta 2009 je naselje imelo 35 prebivalcev.

## Geografija
Kraj leži v osrednjem delu otoka Korzike znotraj naravnega regijskega parka Korzike, 82 km jugozahodno od središča Bastie.

## Uprava
Občina Castellare-di-Mercurio skupaj s sosednjimi občinami Aiti, Alando, Altiani, Alzi, Bustanico, Cambia, Carticasi, Erbajolo, Érone, Favalello, Focicchia, Giuncaggio, Lano, Mazzola, Pancheraccia, Piedicorte-di-Gaggio, Pietraserena, Rusio, Sermano, Sant'Andréa-di-Bozio, San-Lorenzo, Santa-Lucia-di-Mercurio in Tralonca sestavlja kanton Bustanico s sedežem v Bustanicu. Kanton je sestavni del okrožja Corte.

## Vir
- Insee (francosko)